# Waldburg-Sonnenburg
Waldburg-Sonnenburg fue un condado gobernado por la Casa de Waldburg, localizado en torno a Sonnenburg (Nüziders), en el Vorarlberg. La Casa de Waldburg tenía su origen en el sudeste de Baden-Württemberg, Alemania. Waldburg-Sonnenburg era una partición de Waldburg y fue anexionado por el Archiducado de Austria en 1511.
- Datos: Q537082